# Księżycowi jubilerzy
Księżycowi jubilerzy (fr. Les bijoutiers du clair de lune) – francuski dreszczowiec z 1958 roku w reżyserii Rogera Vadima. W roli głównej wystąpiła Brigitte Bardot. Zdjęcia kręcono w Almerii.

## Opis fabuły
Młoda Francuzka, Ursula, przyjeżdża do swojego wujka, który mieszka w Hiszpanii. W pobliskiej wiosce młody człowiek, Lambert, oskarża wuja dziewczyny o zabójstwo swojej siostry. Chłopak zostaje ranny w bójce i Ursula zaczyna się nim opiekować. Okazuje się, że jest w nim zakochana. Po jakimś czasie wuj ginie z rąk Lamberta. Ursula, chcąc być z ukochanym, postanawia z nim uciec.

## Obsada
- Brigitte Bardot – Ursula
- Stephen Boyd – Lambert
- Alida Valli – Florentine
- Fernando Rey – wuj Ursuli